# Ourém (ort)
Ourém är en ort i Brasilien.   Den ligger i kommunen Ourém och delstaten Pará, i den nordöstra delen av landet, 1 600 km norr om huvudstaden Brasília. Ourém ligger 14 meter över havet och antalet invånare är 8 145.
Terrängen runt Ourém är huvudsakligen platt. Ourém ligger nere i en dal som går i öst-västlig riktning. Runt Ourém är det glesbefolkat, med 17 invånare per kvadratkilometer.. Det finns inga andra samhällen i närheten. 
Omgivningarna runt Ourém är huvudsakligen savann.